# 11350 Teresa
11350 Teresa è un asteroide della fascia principale. Scoperto nel 1997, presenta un'orbita caratterizzata da un semiasse maggiore pari a 2,9295159 UA e da un'eccentricità di 0,1033824, inclinata di 2,48733° rispetto all'eclittica.